# Bis zum bitteren Ende (Redewendung)

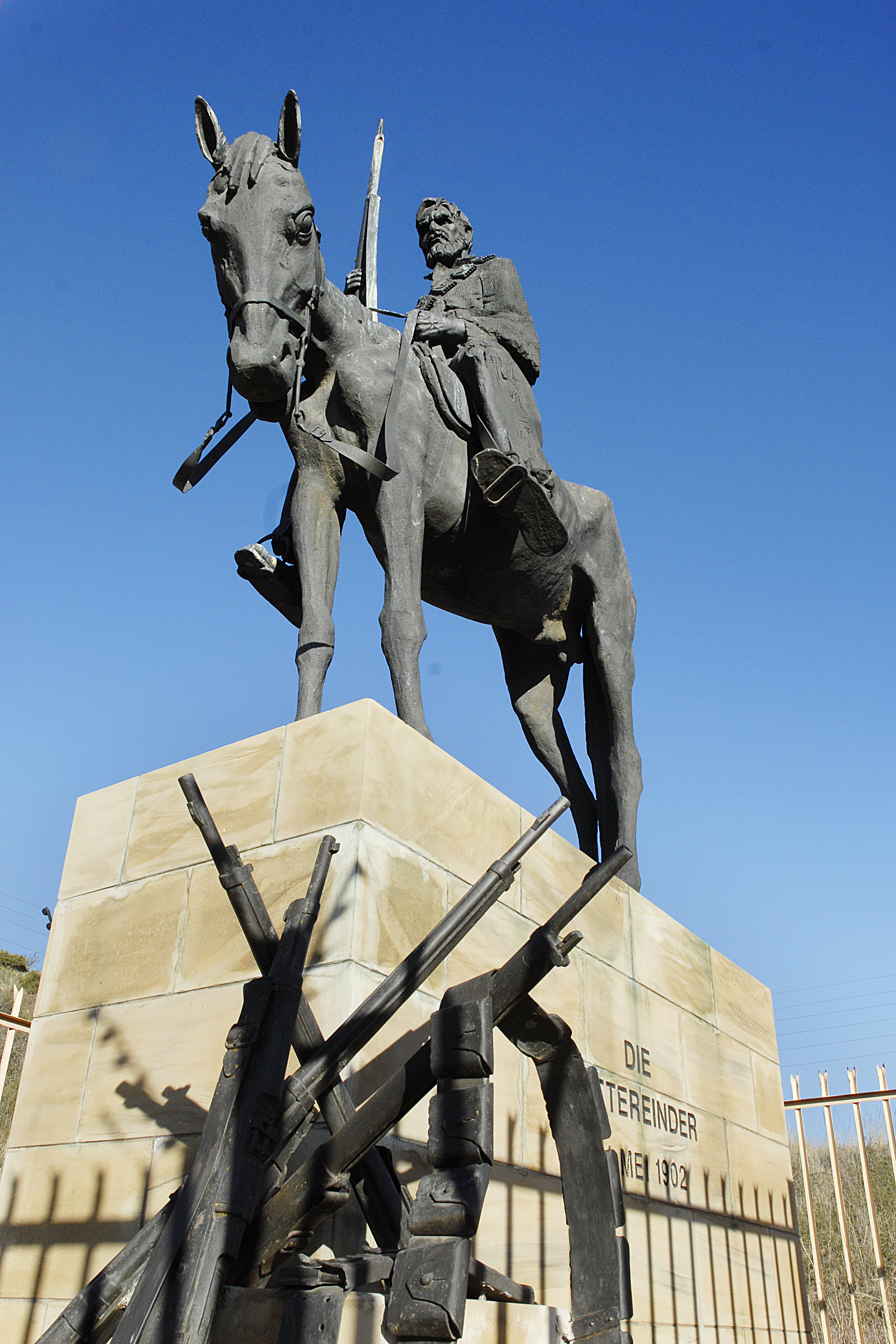
Das Standbild eines Bittereinders, jenen die bis zum bitteren Ende kämpften in Bloemfontein (Südafrika)

Bis zum bitteren Ende ist eine – mitunter scherzhaft gemeinte – Redewendung mit der Bedeutung: Halte durch, bis es nicht mehr geht, oder bis jemand in bestimmten extremen Situationen nicht mehr kann. Sie wird auch verwendet, wenn eine zunächst angenehme, dann aber unangenehme Sache bis zum Schluss durchgestanden wird. Man kann bis zum bitteren Ende kämpfen, ausharren oder etwas durchstehen.

## Herkunft
Die Redensart lässt sich bis auf mittelhochdeutsche Quellen in der Antithese, „süßer Anfang, bitteres Ende“, zurückführen. In neuzeitlichen Fastenpredigten und religiösem Kontext wurde das bittere Ende stellvertretend für die „bittere Neige“ und den „bitteren Kelch“  verwendet. Die Floskel hat aber einen Wandel der Bedeutung durch die militärische Auseinandersetzung der „Bitterender“ während und nach dem zweiten Burenkrieg durchlaufen, wo die umfängliche journalistische Berichterstattung zum Alltagsgebrauch beitrug. Hierbei war jedoch die in der niederländischen Seefahrt gebräuchliche Bezeichnung „Bitterende“ für das Ende eines Seils, namensgebend.
Etymologien sehen die Wurzel von „bitter“ in „beißen“ und das Wort „Ende“ als eine Verkürzung (Ellipse) von „Ende-Christ“, dem Antichrist, der mit seinem Höllenschlund die Sünder beißt und frisst. Unterstützend ist die Herleitung bitter und beißen in deren Ursprung zu sehen, anhand der englischen Übersetzung, dort ist bite in seiner frühen Form erhalten geblieben für beißen. Auch das dänische Verb bid und das niederländische bijt bedeuten beißen.
Für die Wendung und seine historischen Quellen lassen sich zwei Kontexte in jedoch unterschiedlichen germanischen Sprachräumen finden. Zum einen die deutsche biblisch-religiöse Zwillingsformel vom süßen Anfang und dem bitteren Ende, die als Antithese in gehobenem Stil für das Sterben als Finaler Punkt im Leben steht und schon im Mittelhochdeutschen belegt ist. Inhaltlich ist das antithetische Begriffspaar in allen folgenden Zeiten belegbar.
Die zweite Herkunft ist die durch Seefahrt geprägte englisch-holländische maritime. Das „Bittereinde“ ist ein dünnes Tau an Bord eines Schiffes, mit dem man das dicke Ende zieht. Dieses zusammengesetzte Wort war namensgebend für die Bittereinders in Südafrika in der kriegerischen Auseinandersetzung. Schließlich gewann das Begriffspaar durch die Berichterstattung während des Burenkriegs von 1902 eine militärische Konnotation, der im Afrikaans Kolonial-Niederländisch gebräuchliche Begriff „Bittereinders“ wurde eingedeutscht, die Kämpfe wurden vielfach aussichtslos bis zum bitteren Ende geführt. Es kreuzten sich die beiden Bedeutungen verschiedener Herkunft. Darüber hinaus änderte sich die Häufigkeit der Nutzung im Deutschen auch angesichts einer fortschreitenden Säkularisierung, es schwand die Angst vor der Endzeit im Höllenschlund, auch das Gegensatzpaar (Antonym) süßer Anfang – bitteres Ende ebbte ab, und die eher militärisch-kämpferische Bedeutung als pathetisch umschriebenes Bild für den Tod gewann. Nach den Weltkriegen und mit Abflachen der Kriegsrhetorik erweiterte sich die Bedeutung, dank ihres bildreich einprägsamen Charakters zur Durchhalteparole, die ein mitunter scherzhaft oder ironisch gemeinter Slogan ist.

### In der mittelhochdeutschen Literatur und der Literatur der frühen Neuzeit

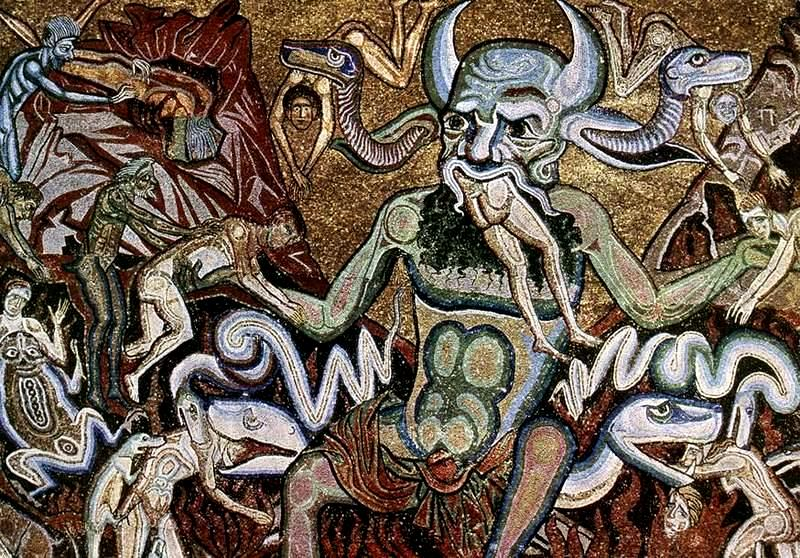
Taufkirche in Florenz,Baptisterium San Giovanni Kuppeldarstellung, bitteres Ende im Sinne von beißender Antichrist im mittelalterlichen Verständnis.

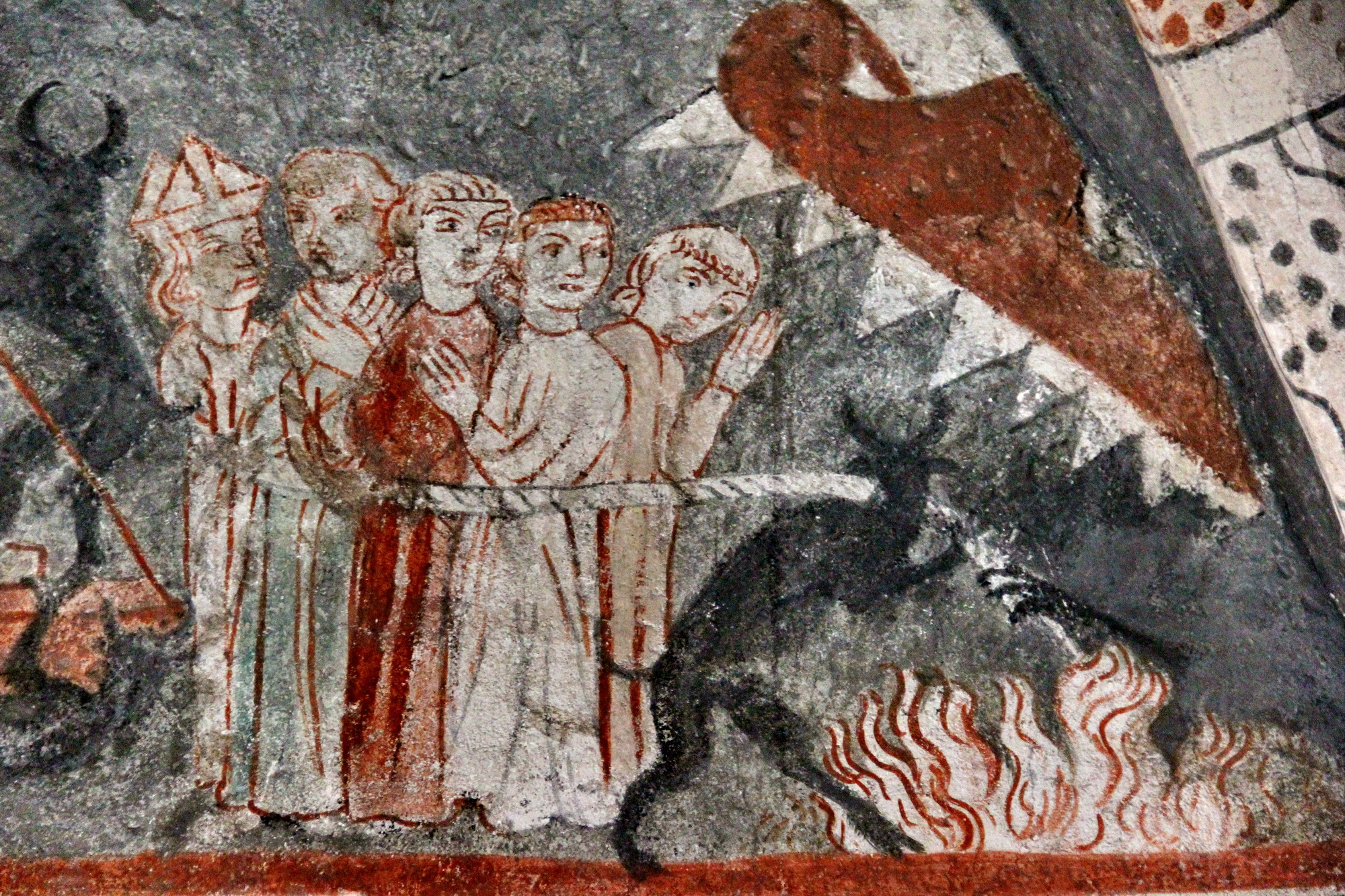
Bitteres Ende im Höllenschlund, Fresko in der Pfarrkirche St. Vitus in Kottingwörth

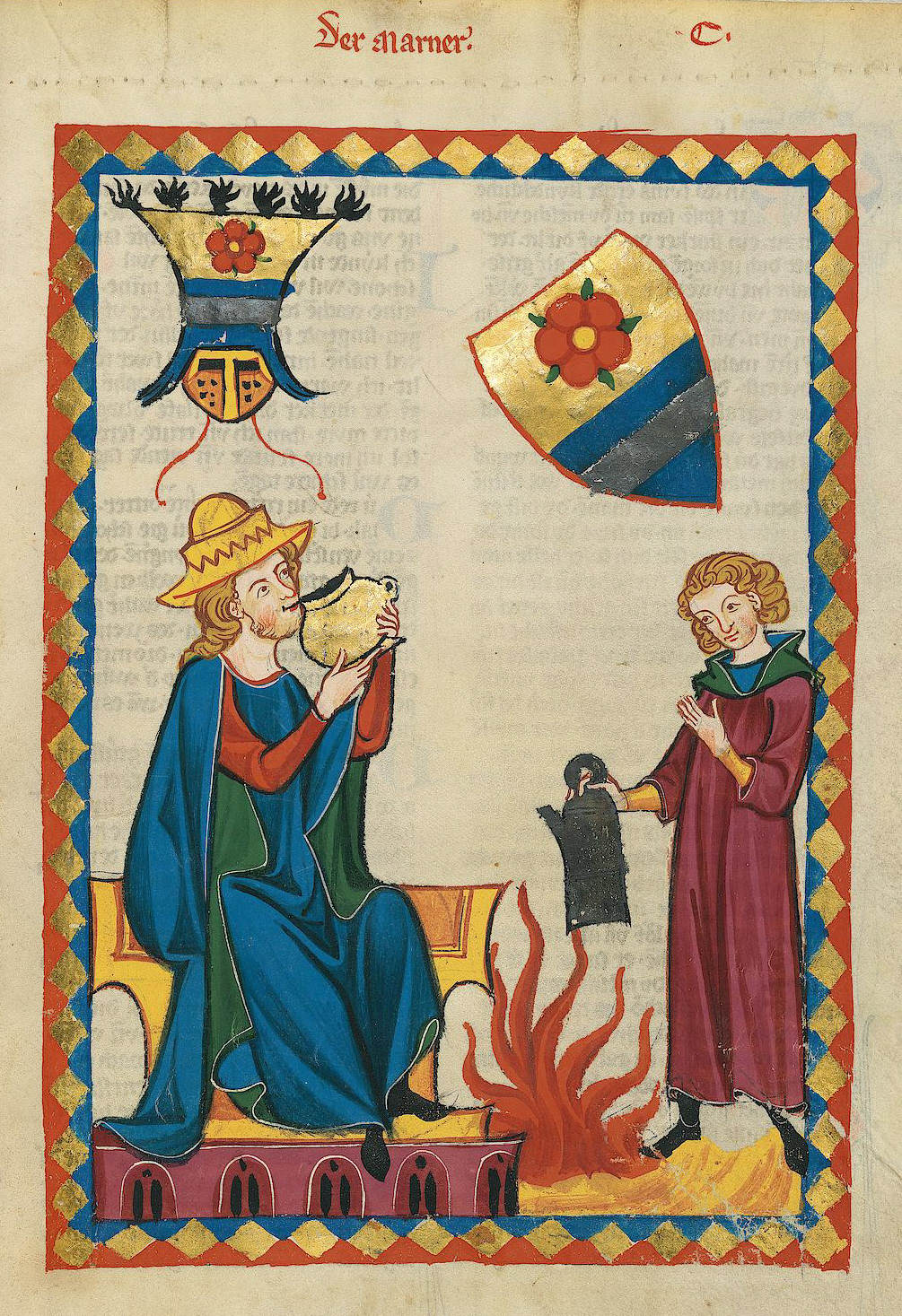
Der Marner (Abbildung aus dem Codex Manesse) bedient das Bild vom bitteren Ende und nennt das Gegenstück den süßen Christ

Für das Wort bitter gilt laut Duden heute ein breites Spektrum von Bedeutungen: vom bitteren Geschmack, über „schmerzlich“ bis „stark, groß, schwer“. So gesehen bedeutet bitteres Ende so viel wie schmerzliches Ende. In Etymologien wird der Ursprung von bitter in beißend gesehen. Laut Wahrigs Etymologie war ursprünglich mit bitter eben nur beißend gemeint. Für das Wort „Ende“ sei festgehalten, dass im mittelalterlichen Verständnis die Endzeiterwartung eine wichtige Funktion der Abgrenzung einnahm, von dem, was man unbedingt ablehnte. Die starke Bedeutung der End-Christ-Vorstellung Antichrist wird dabei nicht aus reinen Propaganda-Zwecken, sondern aus religiösen, vorrationalen Überzeugungen erklärt.
Der älteste Beleg im Sinne von beißendem bitteren Ende ist in der Heiligenlegende des Sylvesters vom Meister Konrad von Würzburg in einer Handschrift überliefert, welche vor 1287 entstanden ist; sie ist überdies mit 5222 Versen die umfangreichste Legende Konrad von Würzburgs, welche im geblümten Stil der spätmittelalterlichen Dichtung verfasst wurde. Es ist der Aufruf Papst Silvesters  an Kaiser Konstantin, nachdem er ihn von Krankheit befreit hatte, als Gegenleistung (Schuld) sich zum Christentum bekehren zu lassen, dafür sollen die Kinderopfer erspart bleiben, er müsse überdies keine strenge Marter und harten Höllenquallen ertragen, die zu einem schmerzlichen, peinigenden bitteren Ende führen würden, er müsse sich nur für alle Zeit dem Glauben Untertan machen.

„er sprach: du muost von schulden liden strenge marter; ich wil dich queln harter denn je man gepinet wart. wirt din opher hie gespart vor minen göten uz erlesen, ez muoz din bitter ende wesen ob du niht ir gewalte bist undertaenic alle vrift.“

Für die Nähe zur Fegefeuerangst und diesem Ende mit beißenden Qualen lassen sich weitere mittelhochdeutsche Fundstellen in der Manessischen Liederhandschrift und der Mystik Johannes Taulers im 14. Jahrhundert verorten. Hier ist das Thema Apokalypse. Die Welt steht vor dem bitteren Ende wegen fehlgeleiteter Tugendhaftigkeit und Falschheit.

„Owe dir wandelbere welt/·das wir dir dienen vn̄ ſo reht boͤſ iſt din gelt/·vn̄ din valſcher arger lon· ze ivngeſt ǒch ſo bitter ende hat/·din gar vnſtete ſvͤzekeit· .“

„(…) do beschach es daz ich an einer morgenstunden alleine sinde wart, und wart in mir selber gedenkende daz die welt so gar übele lonnende ist, und wie gar bitter ende si nimet , und wie gar valsch und wie gar ungetrüwe die welt worden ist, (…)“

Ähnlichen Ursprungs in der frühneuzeitlichen Dichtung ist die in Paarreimen verfasste Morallehre von Hans Sachs, darin wird dem Leben mit „Laster“ ein bitteres Ende in Reimen zugeschrieben, jedoch ohne die Welt vor dem Untergang zu sehen.

„(…) Der Laster aber must dich schemen/, Sie selber können sich nit rühmen,/ In finsterm Nebel sie verblümen,/ Ihr bitter end, darumb Gesell/ Den besten theil dir außerwehl (…)“

### In der weltlichen Literatur vom 17. bis ins 20. Jahrhundert
Im profanen belletristischen Schrifttum seit der Reformation steht für das bittere Ende häufig der Liebeskampf und die Angst vor dem Tod aus Liebe als Thema zur Auswahl. Als rhetorisches Stilmittel für die eher gehobene Form etablierte sich die überkreuzte Figur süßer Anfang – bitteres Ende beispielsweise in Mozarts Singspiel Don Juan:

„Hier Konfekte – dort Blicke des Zorns/ Süsser Anfang und bitteres Ende.“

oder auch bei Schlegel findet sich das überkreuzte Gegensatzpaar:

„Doch nimmer ward noch Minne Seelig/ der feel'gen Schätze inne./ Tod will mit Minne streiten,/ Ein bitteres Ende füßer Lust bereiten,/ So muß auch Karles Herz vergehen/ Die Huldin sterben sehen.“

Im Trauergedicht von Zeindl ist die Wendung auf den aussichtslosen Kampf gegen eine Krankheit verwendet. Sie steht für das Ende nach dem Siechtum:

„Die kleinste Luft kan ihr das bittre Ende geben.“

Auch das höfisch-dramatische Schlüsselwerk des barocken Schäferspiels Aminta von Torquato Tasso, das seit 1794 in der metrischen Übersetzung von F. G. Walter auch auf deutsch existiert, enthält die feste Fügung.  So mustest Du zu diesem bittern Ende, / zu diesem bittern Ende mich erhalten? meint die unerfüllbare Liebe zwischen Hirten und standesgemäß höher stehenden Geliebten. Zahlreiche andere Übersetzer berühmter Werke bedienten sich der Wendung, als wäre sie zum Ausgang des 18. Jahrhunderts groß in Mode, auch war die wortwörtliche Übertragung einer klingenden, nur noch sinnhaften gewichen. So etwa in Matteo Maria Boiardo's Der Verliebte Roland, deutsch in Verse gebracht von Johann Diederich Gries: Damit der Tristan, jener kühne Held, / Hier trinkend, sich der Königinn entwende, / Die Ursach ward von seinem bittern Ende. Die 1810 von Friedrich de la Motte Fouqué erschienene Cervantes Übersetzung Numantia vom spanischen Original benutzt die Wendung in Paarreimen: Die Himmel haben's ausgesprochen/ Uns hält ein bitteres Ende schon umsponnen/ Ihr mildes Licht ist uns nicht angebrochen. Ein Andrer sei denn trau'rvoller Wehlaut so begonnen.
Am Ausgang des 19. Jahrhunderts und zu Beginn des 20. kommen neue Sinnzusammenhänge auf. Die Belletristik hält sich nicht mehr an die tradierten Vorlagen. Beispielsweise in der Decay Of Lying: An Observation, von Oscar Wilde, sowohl im englischen Original als auch in der deutschen Übersetzung von Hedwig Lachmann und Gustav Landauer, ändert sie die Floskel. Das Bittere Ende meint hier nicht Sterben, sondern ganz lapidar das langweilige Enden einer umfänglichen Ausführung (… „their principles to the bitter end of action.“ …)

„Wer braucht konsequent zu sein? Der Dummkopf und der Doktrinär, die widerwärtigen Menschen, die ihre Prinzipien zum bittern Ende der Ausführung bringen, zur Reductio ad absurdum der Praxis.“

In Hugo von Hofmannsthals Ironie der Dinge ist die Wendung im Hegelschen Sinne auf den Absoluten Geist bezogen, der sich erst nach Ende einer Sache entfaltet. Interessant ist, dass Hofmannsthal durch das Idiom auch das Ende der Komödie und den Übergang zur Tragödie kennzeichnet, und dass es dafür tradierte kulturhistorische Zeugnisse gibt, beispielsweise evangelische Morallehren.

„Mit alldem befinden wir uns ganz und gar im Element der Komödie – oder vielmehr in einem Element so allseitiger Ironie, wie keine Komödie der Welt es aufweist, es sei denn die Komödie des Aristophanes; und auch diese ist während eines für die Vaterstadt des Dichters höchst unglücklichen, ihr Schicksal besiegelnden Krieges entstanden. Daß es aber die Unterliegenden sind, denen diese ironische Macht des Geschehens aufgeht, ist ja ganz klar. Wer an das bittere Ende einer Sache gelangt ist, dem fällt die Binde von den Augen, er gewinnt einen klaren Geist und kommt hinter die Dinge, beinahe wie ein Gestorbener.“

### Religiöser Ursprung
Durch das Attribut „bitter“ als Geschmacksrichtung liegt es nahe, die Wendung auf Stellen im Neuen Testament zu deuten, an denen Wein konsumiert wird. Kelche sind semitische Symbole für göttliche Prüfung. Auch die moderne Idiomatik von Friedrich Wolf bringt den bitteren Kelch mit dem bitteren Ende in Zusammenhang. Kelche gingen auf den Brauch zurück, einen Trunk zu bieten, der die Gastfreundschaft unterstreichen sollte. Diese konnten aber auch als vergifteter Trank den Tod bringen. Im Sinne der göttlichen Prüfung taucht der Kelch darum vielfach auch im Alten Testament auf. Im alttestamentarischen Bibelabschnitt Buch Ezechiel hieß es:

„Du musst dich mit starkem Trank und Jammer volltrinken; denn der Kelch deiner Schwester Samaria ist ein Kelch des Grauens und Entsetzens. Den musst du bis zur Neige austrinken, danach die Scherben ausschlürfen und deine Brüste zerreißen; denn ich habe es geredet, spricht Gott der HERR.“

Der süß schmeckenden Trunk aus einem Kelch geht zur Neige und damit langsam in Bitterkeit über. Früher war die Filtration bei der Weinherstellung nicht ausgereift, darum blieben Reste der Bitterstoffe erhalten, die sich im hohlen Fuß des Weinglases und im verjüngten Teil des Kelches festsetzten. Man trank dann den Wein bis zur bitteren Neige.

„Hört, was ich zu sagen habe: Selbst Völker, die nicht dazu verurteilt waren, müssen den bitteren Kelch austrinken. Und da solltet ihr verschont bleiben? Nein, auch ihr werdet diesen Kelch bis zur Neige leeren müssen.“

Allerdings ist die Wendung in seiner verkürzten Form nicht wörtlich in den Lutherübersetzungen zu finden, auch nicht die ursprüngliche Phrase: „bis zur bitteren Neige“.
Eine Quelle für die Wendung, den Kelch bis zur bitteren Neige leeren, findet sich in den Fastenpredigten von Anton Paeßmeyer aus dem Jahr 1795
Obgleich sich die Stellen mit der idiomatischen Wendung vom „süßen Anfang“ und „des bitteren Endes“ nicht schon bei Luther in der ersten deutschen Bibelübersetzung finden lassen, so ist die Wendung in vielen Predigten zur Zeit des Pietismus zu finden zum Beispiel in den Tractaten und der Philotheia von August Hermann Francke. Dort ist sie auch schon des Kelchbildes enthoben und steht einzeln für sich.

„… so merket auch dieses, dass alle ungöttlich falsche Liebe im Anfange Süße zu sein duncket, aber sie hat gar ein bitteres Ende.“

Die Wendung findet sich in zahlreichen der Moralerziehung dienenden theologischen Schriften, beispielsweise in der Schola sapientum, das ist die Schul der Weisen, verfasset in mystisch-teologischen Tractaten von 1740; hier ist mit dem bitteren Ende eine Verwandlung des Theatrums der Komödie in ein Klaghaus beschrieben und zum Beginn der Tragödie.

### Maritimer Ursprung

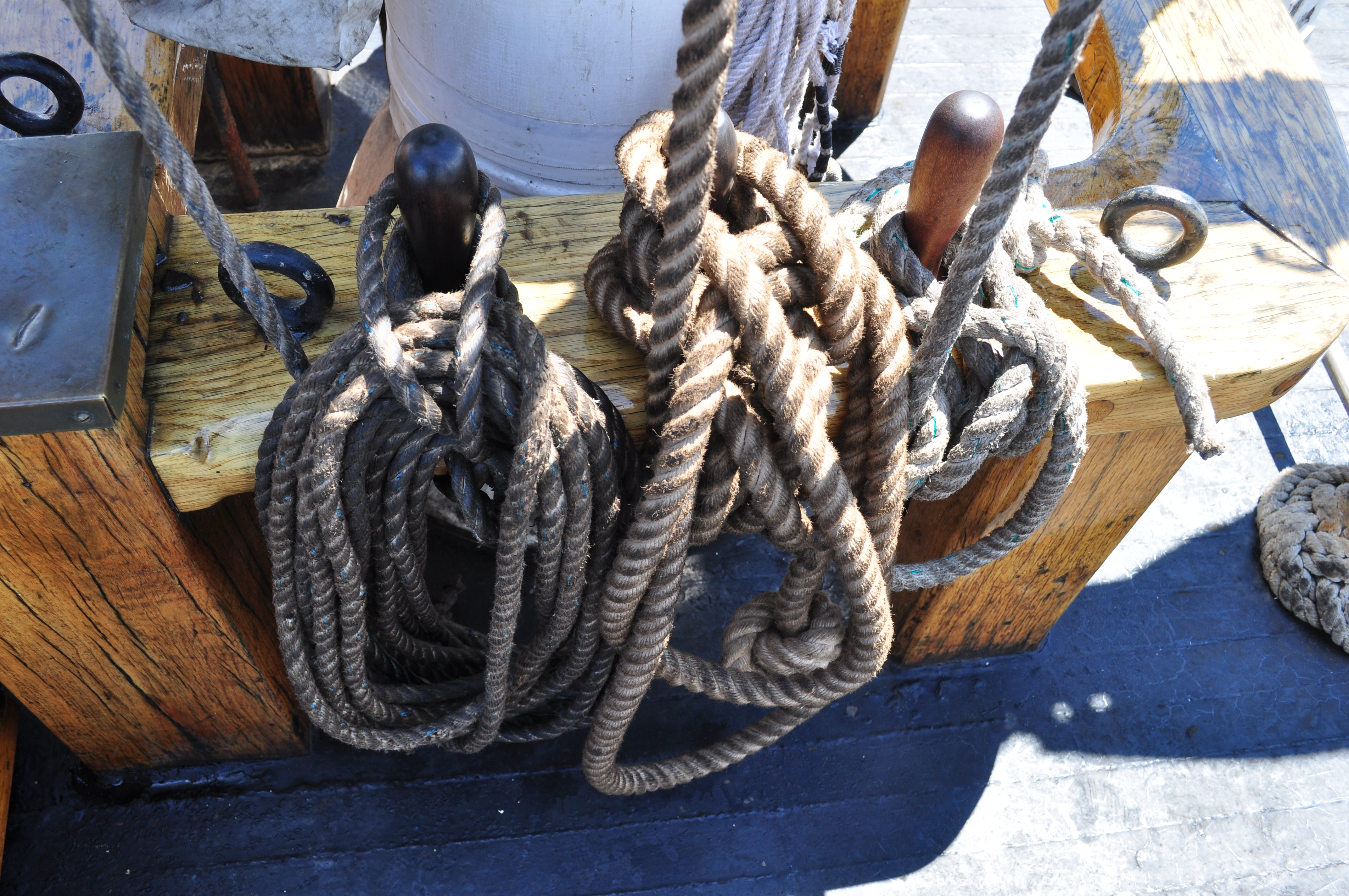
Die Seile (Enden) an Bits gebunden an Bord eines Segelschiffs

Im Englischen wird das „bitter end“ auch auf einen maritimen Ursprung in The Seaman’s Grammar and Dictionary von Captain John Smith 1627 zurückgeführt. Darin ist das „bitter’s end“ dasjenige dünne Ende eines Seils, welches vom Bord eines Schiffs an einem Poller im Hafen oder an Deck (Englisch: bitt) befestigt wird. Es ist im Allgemeinen jegliches restliche nichtarbeitende „faule“ Seil, was übrig bleibt, wenn Seile in der Takelage gespannt werden und an den Bitts vertaut werden.
Das bittere Ende bezieht sich auch auf den letzten nichtgespannten Teil des Ankerseils. Gewöhnlich wird es mit farbigen Fähnchen markiert. Wenn die Matrosen Anker setzten und sich den Markierungen also dem bitteren Ende näherten, war klar, dass kein Seil mehr übrig war, was bedeutete, dass das Wasser zu tief war, um ankern zu können. Unter Umständen war auch der Anker verloren, weil zu viel Seil oder Kette im Wasser versenkt war. Nur mit großer, für das ganze Schiff gefährlicher Mühe war dann das Hieven des Ankers noch möglich, was englische Etymologen bewog, die Phrase bitter End in dem nautischen Ursprung zu verorten. Auch heute noch heißen in der englischen Marine die letzten sechs mit Signalfähnchen markierten Abschnitte „Bitter ends“.
Wenn das zum Hantieren notwendige Seilende „bitter end“ erreicht ist, beginnt das dicke Ende und damit das eigentliche stabile Seil, das wirklich ein ganzes Schiff halten kann. Dieses restliche Arbeitsseil wird nach Gebrauch lose um die Bitts gebunden. Auch in der holländischen Seemannssprache ist das kurze „Bitterende“ ein gängiger Begriff. Auch das „dicke Ende“ ist in diesem Bedeutungskontext zu finden, da sich an das kurze „Bitterende“ das „dicke Ende“ anschließt. Hier bedeutet Ende in beiden Fällen Tau, also Seil. Wichtig an diesem maritimen Ursprung ist, dass der Begriff „Bitterender“ namensgebend für jene Kämpfer im Burenkrieg war, die sich nicht ergaben, wie die große Gruppe ihrer Landsleute, der „Handsuppers“ (Händehochhalter), im damals noch holländischen Oranje-Freistaat in Südafrika. Damit bedeutet „Bitterender“ eher „dünnes Ende einer Gruppe“.

## Eingang in die Alltagssprache

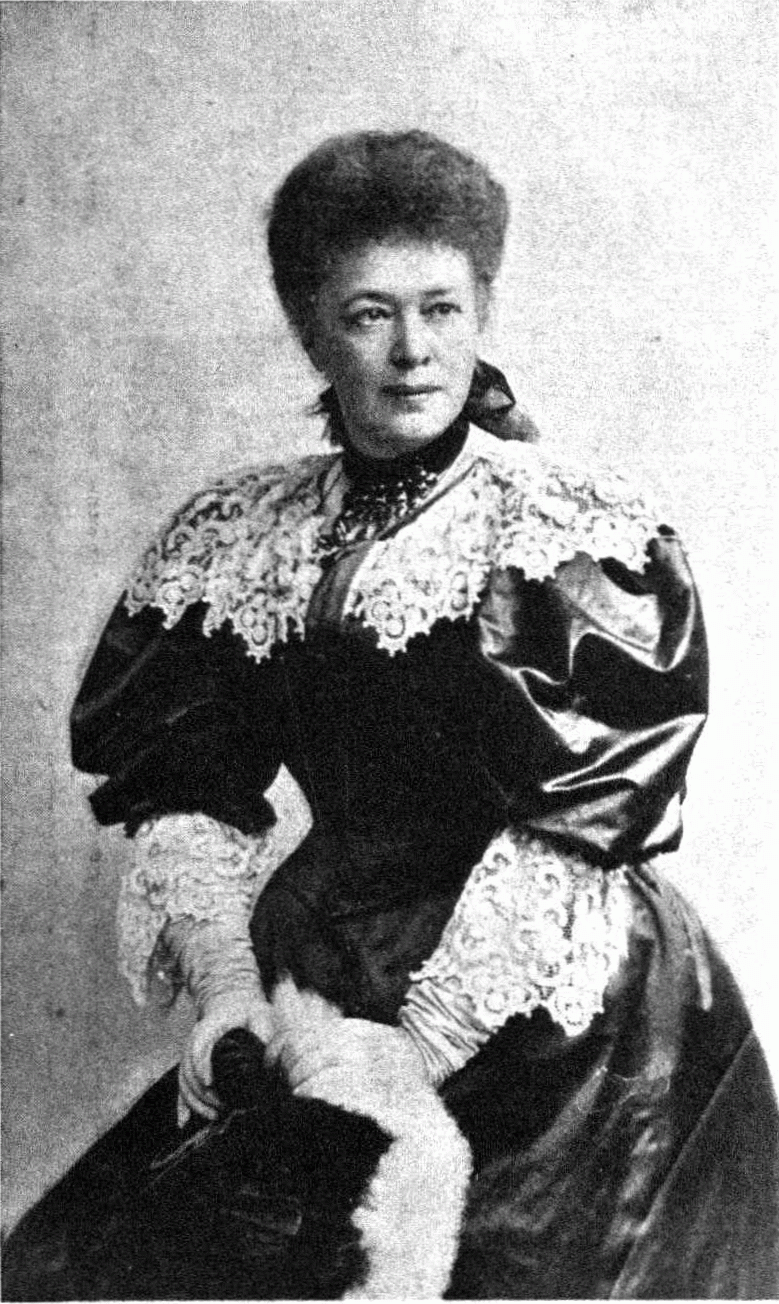
Bertha von Suttner 1903 gebrauchte: bis zum bitteren Ende in verschiedenen Texten. Der Inhalt bezog sich aber auf den Krieg in Südafrika.

Das Grimmsche Wörterbuch hatte 1869 bei Redaktionsschluss der Bände B und E weder unter „bitter“ noch unter „Ende“ ein Lemma zu der Redewendung parat, daher liegt es nahe, von einem Abklingen der Lemmafrequenz in den Predigten, in der Belletristik und der Gebrauchsliteratur auszugehen und das Aufkommen in der gelebten Alltagssprache zu einem späteren Zeitpunkt zu suchen. Auch wenn der Begriff in der Literatur bereits tradiert war, ist die Häufigkeit im gesamten belegbaren Sprachschatz erst ab 1900 signifikant angestiegen und wurde ab dann häufig vor allem durch den Journalismus belebt. Als Bittereinder' (Afrikaans: [ˌbətərˈəɪndərs]) bezeichnete man um die Jahrhundertwende 1900 jene, die bis zum 'bitteren Ende' gegen die Engländer im Zweiten Burenkrieg kämpften. Diese Buren (Bauern) waren hauptsächlich Südafrikaner niederländischer Abstammung, aber auch mit deutsch-lutherischen und hugenottischen Wurzeln. Sie verfolgten als kleine Gruppe mit Guerillataktik das Konzept der verbrannten Erde. Über die ausweglosen Kämpfe gegen die übermächtige englische Armee berichteten sämtliche deutschen Zeitungen bis ins kleinste Detail, denn es war das Medienereignis seiner Zeit. Diese journalistische Arbeit hinterließ damit die Redewendung, die bis heute für die Aufnahme und das Durchhalten von ausweglosen Kämpfen steht.
Die Wendung in der heute gebräuchlichen Form und Bedeutung wurde prominent in jener Zeit auch von der Friedensaktivistin Bertha von Suttner gebraucht.

„Die ganze Entrüstung die das aufgewühlte Mitgefühl und der beleidigte Gerechtigkeitssinn wachgerufen haben, wendet sich jetzt gegen die Engländer, die diesen Krieg bis zum bitteren Ende weiterführen wollen.(…)“

### Konsolidierung durch Kriegsberichte
Die deutlich gehäufte Verwendung als Durchhalteparole in den Kriegsjahren 1941 bis 1945 stand thematisch eindeutig in Verbindung mit dem Weltbild vom Endsieg. Aus der mystisch überzeichneten Verbindung von Volk und Führer wurde von der nationalsozialistischen Presse für eine bevorstehende Niederlage auch die Auslöschung des Volkes propagiert und so der Durchhaltewillen bekräftigt.

„Alle an Bord der Zerstörer wissen, daß dies der Endkampf ist, den sie als Soldaten des Führers, als Nationalsozialisten und Seeleute bis zum bitteren Ende zu bestehen haben werden.“

### Bedeutungserweiterung
Der bereits bestehenden Bedeutung und Verwendung im gehobenen, religiösen Stil und des maritimen-militärischen Zusammenhangs enthoben, gewann die Floskel nach dem Zweiten Weltkrieg durch die häufige Verwendung eine über das zum unmittelbaren Verstehen hinausgehende Ausweitung der Aussage (Amplifikation). Sie erhielt den Charakter einer allgemeinen Durchhalteparole, als Ansporn in ausweglosen Situationen im Sport oder in der Finanzwelt, dabei ist sie oft auch ironisch zugespitzt gemeint.

„Eine Niederlage, sagte er, hätte er lieber am Fernsehgerät miterlebt, das hätte er wenigstens abschalten können, hier aber bleibe ihm das bittere Ende nicht erspart.“